# Ватерполо репрезентација Казахстана
Ватерполо репрезентација Казахстана представља Казахстан на међународним ватерполо такмичењима. До 1991. казахстански ватерполисти су играли у репрезентацији СССР-а.
Највећи успех репрезентације су четири златне и једна бронзана медаља на Азијским играма.

## Резултати на међународним такмичењима

### Олимпијске игре
- 1996: Није се квалификовала
- 2000: 9. место
- 2004: 11. место
- 2008: Није се квалификовала
- 2012: 11. место

### Светско првенство
- 1994: 12. место
- 1998: 11. место
- 2001: 12. место
- 2003: Није се квалификовала
- 2005: Није се квалификовала
- 2007: Није се квалификовала
- 2009: 16. место
- 2011: 13.место

### Азијске игре
- 1994:  Победник
- 1998:  Победник
- 2002:  Победник
- 2006:  3. место
- 2010:  Победник

### Светски куп
Није учествовала

### Светска лига
- 2002 - 2009: Није учествовала
- 2010: Квалификациони турнир
- 2011: Квалификациони турнир
- 2012: Пето место